# (32815) 1991 GK1
1991 جي كي 1 (ويعرف أيضًا باسم (32815) 1991 جي كي 1 وفق تسمية الكوكب الصغير) (بالإنجليزية: 1991 GK1)‏ هو كويكب ضمن حزام الكويكبات؛ وترتيبه 32815 من حيث الاكتشاف.
اكتُشف هذا الجُرم الفلكي بواسطة Kin Endate ‏ في 14 أبريل 1991.

## وصلات خارجية
- (32815) 1991 GK1 في قاعدة بيانات مختبر الدفع النفاث لأجرام النظام الشمسي الصغيرة

- الاكتشاف · مخطط المدار ·  العناصر المدارية · المعلمات المادية

- (32815) 1991 GK1 على موقع ويكي سكاي: DSS2, SDSS, GALEX, IRAS, Hydrogen α, X-Ray, Astrophoto, Sky Map, Articles and images